# Edwin Klein
Edwin Klein (* 19. Juni 1948 in Konz) ist ein ehemaliger deutscher Leichtathlet, der seit 1990 als selbständiger Autor hauptsächlich Thriller veröffentlicht.

## Karriere als Sportler
Klein war 1967 Deutscher Juniorenmeister im Hammerwurf, 1968 und 1969 belegte er bei den Juniorenmeisterschaften jeweils den zweiten Platz. 1970 gewann er als Dritter bei den Deutschen Meisterschaften erstmals eine Medaille im Seniorenbereich. 1972 siegte Klein bei den Deutschen Meisterschaften in München vor dem gleichfalls in Konz geborenen Karl-Hans Riehm und seinem Mainzer Vereinskameraden Uwe Beyer. Sechs Wochen später bei den Olympischen Spielen in München erreichten alle drei Werfer das Finale; Klein belegte mit 71,14 m den siebten Platz und war damit drittbester Deutscher hinter dem zweitplatzierten Jochen Sachse aus der DDR und Uwe Beyer auf dem vierten Platz.
Nach einem dritten Platz 1973 gewann Klein 1974 seinen zweiten deutschen Meistertitel. Bei den Europameisterschaften 1974 verpasste er als Neunter knapp den Endkampf der besten acht Werfer. Zwei Jahre später wurde er trotz eines sechsten Platzes bei den Deutschen Meisterschaften erneut für die Olympischen Spiele nominiert, nachdem er beim Pfingstsportfest in Rehlingen mit 74,72 m die größte Weite seiner Karriere erzielt hatte. Beim olympischen Wettkampf in Montreal belegte er mit 71,34 m den achten Platz. 1977 erreichte Klein noch einmal den vierten Platz bei den Deutschen Meisterschaften.
Edwin Klein begann seine Laufbahn beim TV Germania Trier, wechselte dann zum Studium zum USC Mainz, ab 1974 trat er für den TSV Bayer 04 Leverkusen an. Bei einer Körpergröße von 1,90 m betrug sein Wettkampfgewicht 110 kg.

## Karriere als Autor
Nach dem Studium von Sport und Geographie während und nach seiner sportlichen Laufbahn arbeitete Edwin Klein als Gymnasiallehrer am Max-Planck-Gymnasium in Trier. Nach einem Dienstunfall (desaströser Ausgang einer turnerischen Hilfestellung für einen Schüler) während einer Sportstunde wurde er gesundheitsbedingt vorzeitig in den Ruhestand versetzt. Seit 1990 lebt Klein als freier Autor in Saarburg. Er verfasste bislang über zwanzig Bücher, darunter neun Kinderbücher unter dem Pseudonym Ed Elkin. Schwerpunkt seines literarischen Werks sind „action-orientierte Polit-Thriller“. Sein wohl erfolgreichster Roman Bitterer Sieg aus dem Jahr 1992, der in mehrere Sprachen übersetzt wurde, war im Leichtathletik-Milieu angesiedelt und behandelte die Doping-Problematik.

## Werke (Auswahl)
- 1990 Deckname BILOG, Droemer Knaur 2982
- 1991 Der Schattenläufer, Rasch und Röhring Verlag
- 1991 Schlafender Bär, Droemer Knaur 3110
- 1991 VANNIC, Rasch und Röhring Verlag
- 1991 Familienzauber, Droemer Knaur 3131
- 1992 Bitterer Sieg, Rasch und Röhring Verlag
- 1992 Chimära-Komplott, Droemer Knaur TB 60036
- 1992 Was Ist Was band 93 Olympia, Tessloff verlag
- 1993 Die Kanzlerpuppe, Rasch und Röhring (Taschenbuch als "Marionetten der Macht", dann "Die Kanzlermarionette")
- 1994 Die russische Puppe, Droemer Knaur TB 67029
- 1995 Der König von Sibirien, Rasch und Röhring
- 1997 Kampf der Götzen, Rasch und Röhring
- 1998 Des Ruhmes Wahn, Rasch und Röhring
- 2005 Tödliche Versicherung, Vlg Michael Weyand
- 2006 Graues Erbe, Vlg Michael Weyand
- 2007 Türkischer Wind, Verlag Weyand
- 2009 Das Erwachen, SWB-Verlag
- 2010 Die Paulus Papiere, SWB-Verlag
- 2010 Die Kanzlermarionette, Südwestbuch (Neuauflage Marionetten der Macht)
- 2011 Die Tochter des Attentäters, Südwestbuch (SWB)
- 2012 Der Krebskandidat, Südwestbuch (SWB)
- 2013 Das sechste Kreuz, Südwestbuch (SWB)
- 2015 Die Stimme des Todes, Südwestbuch (SWB)
- 2016 Der Kuss des Todes, SWB